# ديف سميث (لاعب كرة قاعدة)
ديف سميث (بالإنجليزية: Dave Smith)‏ هو لاعب كرة قاعدة أمريكي، ولد في 17 ديسمبر 1914 في سيلرز في الولايات المتحدة، وتوفي في 1 أبريل 1998 في وايتفيل في الولايات المتحدة.

## وصلات خارجية
- ديف سميث على موقعبيزبول رفرنس.كوم (الدوري الرئيسي) (الإنجليزية)